# شفيق عبود
شفيق عبود (ولد في 1926 في قرية المحيدثة في لبنان) هو فنان تشكيلي لبناني.

## الدراسة
في 1945 التحق بمدرسة الهندسة لكنّه قرّر الابتعاد عنها بعد ثلاث سنوات من مزاولته الدراسة ليتفرّغ للفنون التشكيليّة.

## المسيرة المهنية
اتجه عام 1946 إلى باريس التي اختارها فاتحة لتجربة فنية جديدة. أقام الفنان الكثير من المعارض الفرديّة في بيروت والعديد من العواصم الغربيّة وبالأخص العاصمة الفرنسيّة. كان شفيق يعيش حياته متنقلا بين لبنان وباريس قبل الحرب اللبنانية، لكن ومنذ أن اندلعت الحرب وانتهت، لازمَ عبّود محترفه في العاصمة الفرنسية ولم يخرج منه إلاّ قليلاً حتى اللحظة الأخيرة من حياته والتي انتهت سنة 2004 مسيرته الفنية الخاصة، كرّسته ليكون واحدا من الروّاد الذين ساهمو في إبراز لفنّ اللبناني الحديث، أسّس لغة تشكيلية جديدة، وانفتح منذ إقامته في باريس على تجارب الفنّ الحديث الذي كانت العاصمة الفرنسيّة مركزاً أساسياً له منذ نهاية القرن التاسع عشر. في باريس انتمى عبّود إلى تيّار التجريد الغنائي الذي تبلور في الخمسينات والستينات وأقام أوّل معرض له بعد أن اغتنت تجربته من نتاج فنّانين كبار شكّلوا علامات بارزة في نتاج الفنّ الغربي الحديث، من أمثال الفنّان الفرنسي بيار بونار حيث كان عبّود شديد التأثّر بتجربة بيار الفنية، كما لفتت انتباه عبّود الحركة الانطباعيّة، والتي يعد مونيه من أبرز ممثّليها، في الواقع كانّ عبّود يكنّ إعجاباً كبيراً للحركة الانطباعيّة ويعتبر أنّها قامت بتحقيق ثورة كبيرة في تاريخ الفنّ، ويرى أنّ هذه الحركة قلبت المقاييس رأساً على عقب أكثر ممّا فعلته المدرسة التكعيبيّة أو التجريديّة مع كاندنسكي وماندريان وغيرهما، لأنّ ثورة الانطباعيين، بحسب رأيه، جاءت من داخل الفنّ وليس من خارجه، ولم يقتصر اهتمامهم على تقنيات الرسم وحدها وقضايا اللون، بل شمل أيضاً مواضيع اللوحة ذاتها، وهذا ما دفعهم إلى الالتفات إلى الحياة اليوميّة ورسم ما يحيط بهم في الطبيعة، وكذلك في بيئتهم المحلية، بما في ذلك محطات القطارات، وصالات المطاعم وأواني المطبخ، وحركة الشارع...شفيق عبّود، ورغم ارتباطه بحركة التجريد الغنائي، الا انه يعتبر نفسه فنانا حرا خارج التصنيفات الفنية والمدارس. يعتبر شفيق فناناً حديثاً، لكن رغم ذلك كان بعيدا كل البعد عن هموم الفنّ الحديث. الفنان عايش لوحاته من الداخل وليس من الخارج، حيث كان مثالاً للفنّان الذي يجمع، وبصورة نادرة، بين الإنسان والفنّان إذ كان يعيش الفنّ بوصفه تجربة حياتيّة وشخصيّة، ببساطة كلّية، بعفويّة ودون أيّ ادعاء. وإذا كان عبّود أشاح بنظره عن التجريديّة، فلأّن التجريد عنده فقدَ المعنى القديم الذي اكتساه في بداياته. وكان يلاحظ أنّ المدارس الفنية الراهنة ما عادت موجودة كما كانت على حالها في النصف الأول من القرن العشرين. فما أن تولد حركة فنية جديدة حتى تموت بعد ثلاث أو أربع سنوات. هذا بالإضافة إلى تبدّل العلاقة بين الفنانين والنقاد وصالات العرض، وصارت هذه العلاقة محكومة بمعايير أكثر ارتباطاً بالمردوديّة المادية وباعتبارات أخرى، وذلك أحياناً على حساب الفنّ نفسه. ظلّ عبّود في السنوات الاخيرة وحتى بعد تدهور حالته الصحية يحرّك يده فوق اللوحة، هذه المساحة التي أمضى فوقها الجزء الأكبر من حياته. كان يعيش فيها ولا يعيش في مكان آخر. بل فيها كانت تلتقي أزمنته والأمكنة، ولا يعود من فاصل بين قريته في جبل لبنان، ومحترفه الباريسي المطلّ على حديقة مونسوري في الدائرة الرابعة عشرة. تحضر الطبيعة في أعمال عبّود، هذه الأعمال المسكونة بالضوء وبنور كان يحلو دائما للفنان أن يقول إنّه نور من الشرق وإنّه حمله معه من لبنان. ولقد عبّر لنا عن ذلك في أحد لقاءاتنا معه حين قال: «الضوء الذي أتكلّم عنه موجود في جبل لبنان وفي طفولتي. واللوحات التي نفذتها قبل مجيئي إلى باريس ما زالت تستوقفني إلى الآن لأنّها تحمل الإيقاع ذاته الذي يطالعك في جميع أعمالي حتى اليوم. المَشاهد الطبيعية التي تفتّحت عليها عيناي تعاود إطلالتها دائماً ولكن بصور وأشكال مختلفة. وهذا ما يميّز عملي عن عمل زملائي من الفنانين في باريس والذين عايشوا التجارب الفنية ذاتها التي عايشتها أنا».